# 蜂谷道彦
蜂谷 道彦（はちや みちひこ、1903年 - 1980年4月13日）は、日本の医学者・内科医師である。1945年の広島市への原子爆弾投下で被爆しながらも、広島逓信病院（広島はくしま病院の前身）院長として被爆者の治療と原爆症の研究を行い、その苦闘の記録は『ヒロシマ日記』として各国で出版された。

## 経歴

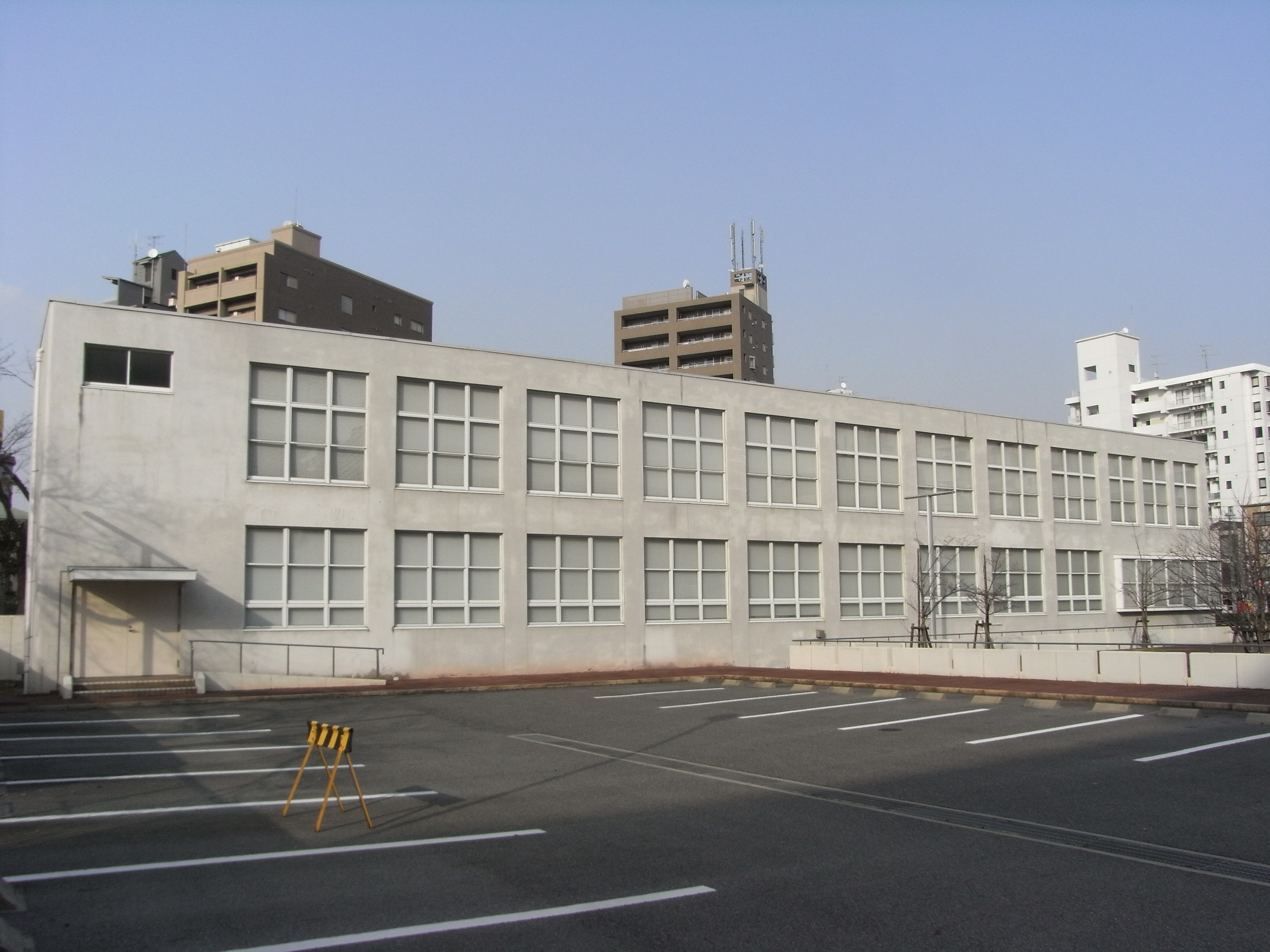
蜂谷が勤務した広島逓信病院旧棟。現在は広島逓信病院旧外来棟被爆資料室として公開している。

1903年、岡山県に生まれる。（旧制）岡山県立矢掛中学校、（旧制）第六高等学校を経て1929年に岡山医科大学（岡山大学医学部の前身）を卒業する。その後、同大学の稲田内科にて研究を行い、1938年に学位を取得した。そして1942年には広島逓信病院の院長に就任し、これにより後半生を大きく変えることとなった。
1945年8月6日、広島市への原子爆弾投下で被爆、蜂谷自身は逓信病院近くにあった自宅にいた、太腿を中心に木材・ガラスなどの破片が刺さるなどの大怪我を負い30近い傷の縫合を受けた。8月11日、怪我から回復し職場復帰、院内回診を始め、患者の病床録作成を医師に指示した。患者たちの白血球が減少していることを突き止め、爆心からの距離、被爆位置と白血球数の関係を地図にして公表した。
原爆投下直後の56日間の職務記録（終戦日記）は、1955年に『ヒロシマ日記』を出版（朝日新聞社）。のち世界18カ国にも翻訳された。印税は被爆孤児ら向けの奨学基金「広島有隣奨学会」の設立に使われた。蜂谷は1966年8月15日に広島逓信病院院長を辞職、岡山県に帰郷し晴耕雨読の生活に入っていたが、1980年4月13日に死去した。

## 著書・論文など
- 『ヒロシマ日記』法政大学出版局、2015年4月（改装版）、ISBN 978-4588316319[1]（初版は1955年に朝日新聞社で刊[3]）
- 蜂谷道彦「原爆の災害と家屋の放射遮蔽効果」（PDF）『土木学会誌』第44巻第7号、土木学会、1959年7月、7-11頁、2013年5月5日閲覧。